# Wado-ryu
Wadō-ryū (和道流?)  este unul dintre cele cinci mari Karate , create de Hironori Otsuka (1892-1992).  În 1956, Otsuka s-a întâlnit cu Sensei Masuru Shintani 6 Dan.  De-a lungul anilor, s-ar dezvolta o relație în devenire.  "În 1979, Maestrul Otsuka la clasat pe Hanshi Shintani la hachidan (8 dan).  În același timp , Maestrul Otsuka l -au prezentat cu un certificat kudan (9 dan), care urmează să fie dezvăluite de Shintani după o perioadă adecvată de timp a trecut (el a declarat rangul său kudan în 1995) „. 

## Caracteristici
Numele Wadō-ryū are trei părți: Wa, dō și ryū .  Wa înseamnă "armonie", dō (același caracter ca tao ) înseamnă "cale", iar ryū înseamnă "școală" sau "stil".  Armonia nu ar trebui interpretată ca pacifism ; este pur și simplu recunoașterea că randamentul este uneori mai eficace decât forța brute. 
Dintr-un punct de vedere, Wadō-ryū ar putea fi considerat un stil de jūjutsu mai degrabă decât karate.  Trebuie remarcat faptul că Hironori Ōtsuka a îmbrățișat jujitsu și a fost instructor-șef pentru o vreme.  Când Ōtsuka și-a înregistrat prima dată școala cu Dai Nippon Butoku Kai în 1938, stilul era numit "Shinshu Wadō-ryū Karate-Jūjutsu", un nume care reflectă caracterul său hibrid. Ōtsuka a fost licențiat practicant Shindō Yōshin-ryū și student al lui Yōshin-ryū, când sa întâlnit pentru prima dată cu maestrul de karate din Okinawa, Gichin Funakoshi .  După ce a învățat karate de la Funakoshi și după despărțirea lor, cu ajutorul maestrilor din Okinawa, cum ar fi Kenwa Mabuni și Motobu Chōki , Ōtsuka a îmbinat Shindō Yōshin-ryū cu karate de Okinawan.  Rezultatul eforturilor lui Ōtsuka este Wadō-ryū Karate. 
Pentru observatorul neinstruit, Wadō-ryū ar putea arăta similar cu alte stiluri de karate , cum ar fi Shito ryu sau Shorin ryu.  Cele mai multe dintre principiile care stau la baza, totuși, au fost derivate din Shindō Yōshin-ryū , un stil atemi waza focalizat pe Jujutsu .  Un bloc în Wadō poate arăta mult ca un bloc în Goju / Uechi ryu, dar acestea sunt executate din perspective diferite. 
Un principiu cheie în Wadō-ryū este cel al tai sabaki (adesea numit în mod incorect "evaziune").  Termenul japonez poate fi tradus ca "management al corpului" și se referă la manipularea corpului, astfel încât să se transfere atât apărătorul, cât și cel al atacatorului, din calea răului.  Modalitatea de a realiza acest lucru este armonia, mai degrabă decât de putere fizică .  Concursul de karate modern tinde să transforme Wadō-ryū departe de rădăcinile sale spre un nou karate generic care se adresează mai mult cerințelor sportive atât al spectatorilor, cât și al concurenților. 

Funcționează bine cu aplicațiile jūjutsu pe care Wadō le reține și îmbunătățește tai sabaki, care este un nucleu al instruirii și aplicării lui Wadō în comparație cu "pozițiile scăzute și atacurile lungi, tehnicile cu lanț liniar" care caracterizează modul în care Shōtōkan sa dezvoltat după despărțirea celor 2 maestri.     

Wadō-ryū folosește un ordin tipic de karate pentru a denota rangul.  Începătorul începe la a 9-a sau a 10-a kyū (în funcție de organizație și de școală) și avansează la 1st kyū , apoi de la 1-a și 5 -a pentru note tehnice.  Rangurile Dan 6-lea sunt rândurile de onoare.  Deși unele alte stiluri de karate adăuga dungi la centura lor pentru dan, practicanții Wado-ryu tind să nu urmeze această practică. 
| Rang             | Centura alternativă 1 | Centura alternativă 2        | Centura alternativă 3 | Centura alternativă 4 | Centura alternativă 5 | Centura alternativă 6   |
| ---------------- | --------------------- | ---------------------------- | --------------------- | --------------------- | --------------------- | ----------------------- |
| 10th kyū         | Cureaua albă          | Cureaua albă                 | Cureaua albă          |                       | Cureaua albă          | Cureaua albă            |
| Al 9-lea kyū     | Centura galbena       | Albă curea-negru dungă       |                       |                       | Centura galbena       |                         |
| Al 8-lea kyū     | Centura rosie         | Centura galbena              | Centura galbena       | Centura galbena       | Curea de centura      | Centura galbena         |
| Al șaptelea      | Cureaua purpurie      | Bandă galbenă - dungă neagră |                       | Curea de centura      |                       | Curea portocalie        |
| 6th kyū          | Curea de centura      | Centura rosie                | portocale             | Centura verde         | Centura verde         | Curea verde (Jr. )      |
| 5th kyū          | Centura verde         | Cureaua purpurie             |                       | Cureaua albastră      |                       | Curea verde (Sr. )      |
| 4th kyū          | Cureaua albastră      | Curea de centura             | Centura verde         | Centura rosie         | Cureaua albastră      | Cureaua albastră (Jr. ) |
| A treia zi       | Cureaua maro          | Centura verde                |                       | Cureaua maro          | Cureaua maro          | Cureaua albastră (Sr. ) |
| Al doilea cuvânt |                       | Cureaua albastră             | Cureaua albastră      |                       |                       | Cureaua brună (Jr. )    |
| Prima kyū        |                       | Cureaua maro                 | Cureaua maro          |                       |                       | Cureaua maro (Sr. )     |
| Dana 1-a 8 -a    | Centura neagra        | Centura neagra               | Centura neagra        | Centura neagra        | Centura neagra        | Centura neagra          |

Kata sunt modele predefinite de mișcare care încorporează și încorporează tehnici, concepte și aplicații marțiale.   Mișcările exacte ale unui kata variază adesea de la o organizație la alta și chiar de la o școală la alta în cadrul aceleiași organizații.  Variațiile se pot varia de la abaterile brute aparente pentru observatorul neinstruit la minuțioase foarte subtile.  În cartea sa din 1977 despre Wadō-ryū (publicată în engleză în 1997), Ōtsuka a declarat doar nouă kata oficiale pentru Wadō-ryū: Pinan Nidan , Pinan Shodan , Pinan Sandan , Pinan Yodan , Pinan Godan , Kūshankū , Naihanchi , Seishan și Chintō .   În textul său, Ōtsuka oferă note detaliate cu privire la performanța acestor kata , ceea ce a dus la o mai mică abatere între organizații în ceea ce privește performanța lor.  Cu toate acestea, Ōtsuka a învățat alte kata .  Poate pentru că Ōtsuka nu a furnizat note specifice pentru performanța acestor kata-uri în textul său, există variații mai mari în aceste alte kata între organizații și școli.  Kata asociate cu Wadō-ryū includ: 
- Ten-No : exerciții de bază inițial inventate de Gigo Funakoshi (fiul lui Gichin Funakoshi).
- Seria Taikyoku : dezvoltată de Gichin Funakoshi ca un exercițiu preliminar înainte de seria Pinan ; multe școli Wadō-ryū predau aceste kata de bază, în special Taikyoku Shodan (太極 初段).
- <i id="mwzw">Pinan</i> kata : creat de Ankō Itosu și compus din Pinan Shodan (平安 初段), Pinan Nidan (平安 二段), Pinan Sandan (平安 三 段), Pinan Yodan (平安 四段) și Pinan Godan (平安 五 段) .  Funakoshi a redenumit această serie ca seria Heian .
- Kūshankū [5] "Sky Viewing".  Kūshankū a fost numele Okinawan pentru Kwang Shang Fu, un Sapposhi (emisar al clasei conducătoare a Chinei) trimis la Okinawa în secolul al XVIII-lea.  Această kata folosește poziții și atacuri constând din cinci kata din Pinan anterior.  Nu sunt introduse noi tehnici.  Funakoshi a redenumit această kata ca Kankū Dai .
- Naihanchiナ イ ハ ン チ (cunoscută și ca Naifanchi ): acesta a fost numele original pentru cele trei tekki kata , dar a fost schimbat de Funakoshi.  Aceasta este o kata laterală învățată de la Chōki Motobu .  Wadō-ryū practica doar prima Naihanchi kata .
- Seishanセ イ シ ャ ン (征 射 雲): numele înseamnă "13 mâini".  Acest kata a fost numit după un binecunoscut artist marțian chinez care a trăit în sau lângă Shuri c. 1700.  Mișcările sunt repetate în seturi de câte trei, și au pivoți și întoarcerea capului.  Funakoshi a redenumit această kata ca Hangetsu .
- Chintōチ ン ト ウ (鎮 闘): formulată de Matsumura Sōkon din învățăturile unui marinar sau pirat numit Chintō (sau Annan , în funcție de sursă).  Poziția macaralei apare de multe ori, iar loviturile de zbor diferențiază Chintō de alte kata .  Funakoshi a redenumit această kata ca Gankaku .
- Bassaiバッサイ(披塞, de asemenea , cunoscut sub numele de Passai ): un Tomari-te kata care foloseste poziții dinamice și șold rotație.  Funakoshi a redenumit această kata ca Bassai Dai .
- Rōhaiロ ー ハ イ (老梅): Rōhai are trei variante inventate de Itosu.  Wadō-ryū practică Rōhai Shodan .  Funakoshi a redenumit această kata ca Meikyo .
- Niseishiニ ー セ イ シ: numele înseamnă "24 pași".  Transmisă de Ankichi Aragaki, această kata este cunoscută în japoneză ca Nijūshiho ( 二十四 步).
- Wanshūワ ン シ ュ ウ (晩 愁): numele înseamnă "randunele zburatoare".  Acesta este un Tomari-te kata bazat pe mișcările aduse în Okinawa în 1683 de către un reprezentant chinez cu același nume.  Numele metaforic, "Flying Swallows", vine din secvențele de blocare moale de lângă capătul acestei kata .  Funakoshi a redenumit această kata ca Empi .
- Jionジ オ ン (慈恩): Un Tomari-te kata ; parte a grupului Jion kata .
- Jitteジ ッ テ (十 手): un alt Tomari-te kata din grupul Jion kata ; numele înseamnă "10 mâini".
- Suparinpei : cunoscut sub numele de "108 mâini", reprezentând cele 108 spirite rele ale omului.  De asemenea, această kata este reprezentată de o grupă de 108 războinici care au călătorit în mediul rural chinez în secolul al XVII-lea, îndeplinind sarcini de tip " Robin Hood " de a face fapte bune, de a da celor săraci și așa mai departe.  Este, de asemenea, cunoscut sub numele său chinez de Pechurrin, și uneori menționată ca Haiku Hachi Ho (un nume dat de Funakoshi).  Suparinpei a fost inițial listat ca un kata Wadō-ryū cu Dai Nippon Butokukai de Hironori Ōtsuka,     dar în cele din urmă el a aruncat-o.  Unii instructori și școli Wadō-ryū     încă predă această kata .
- Kunpu & Unsu    [ <span title="This claim needs references to reliable sources. (May 2016)">citare necesară</span> ][ <span title="This claim needs references to reliable sources. (May 2016)">citare necesară</span> ]

Pe lângă kata-urile solo enumerate mai sus, multe școli Wadō-ryū practică și kata pereche, care reflectă moștenirea lui jujutsu.  Aceste kata pereche sunt executate de doi oameni (unul ca atacator și unul ca apărător), demonstrând o serie de tehnici de autoapărare.  Kata pereche din Wadō-ryū varia adesea de la o organizație la alta, deoarece Ōtsuka nu le-a standardizat.  Kata asociate sunt: 
- Yakusoku Kihon Kumite : constă din 10 tehnici fundamentale de atac împotriva atacurilor combinate (combinații de lovituri și lovituri), influențate de mișcările corpului jujutsu.
- Kumite Gata : constă în 10 - 24 de tehnici variate (în funcție de organizație) ale atacului care subliniază Katamae (fixarea) și Kuzushi (balanța de rupere) și lovituri multiple.
- Ohyo Kumite : constă în diferite tehnici de atac, care încorporează blocuri de karate, lovituri și lovituri cu aruncări de jujutsu și mișcări ale corpului.  Aceasta este o specialitate a organizației WIKF a lui Tatsuo Suzuki Hanshi.
- Idori nu Kata : constă în 5-10 tehnici (în funcție de organizare) din pozitia sezut, influențate de tehnicile de aruncare și blocare a jujutsu.
- Tantodori no Kata : constă în 7-10 tehnici (în funcție de organizare) de apărare împotriva atacurilor cuțitelor, influențate de mișcările corpului din jujutsu, aruncarea și tehnicile de blocare în comun.
- Shinken Shirahadori ( 真 剣 白刃 取 り ): constă în 5-10 (în funcție de organizare) tehnici de apărare împotriva atacurilor de sabie, influențate de mișcările corpului jujutsu, aruncarea și tehnicile de blocare a articulațiilor.

În plus față de cele trei perechi de kata de mai sus, există și Gyakunage Kata ( kata de aruncare), Joshi Goshinjutsu ( kata de auto-apărare a femeilor), Kodokan Goshin Jutsu și alții, dar nu sunt învățați de obicei. 
Fondatorul Wadō-ryū, Hironori Ōtsuka, sa născut la 1 iunie 1892 în Shimodate, prefectura Ibaraki, Japonia.   În 1898, Ōtsuka a început să practice koryū jujutsu sub Chojiro Ebashi.  Din 1905-1921, el a studiat Shindō Yōshin-ryū jujutsu sub Tatsusaburo Nakayama.  În 1922, sa întâlnit cu Gichin Funakoshi și a început să se antreneze cu el.  În 1924, Ōtsuka a devenit unul dintre primii studenți promovați la centura neagră în karate de Funakoshi.  Pentru a-și lărgi cunoștințele despre karate, Ōtsuka a studiat, de asemenea, cu alți maeștri proeminenți precum Kenwa Mabuni de Shitō-ryū și Motobu Chōki .   În 1929, Ōtsuka a organizat primul club de karate la Universitatea Tokyo .  Eiichi Eriguchi a inventat termenul "Wadō-ryū" în 1934. 
În 1938, Ōtsuka și-a înregistrat stilul de karate cu Dai Nippon Butoku Kai sub numele de "Shinshu Wadoryu Karate-Jujutsu".  Curând după aceea, aceasta a fost redusă la "Wadō-ryū" (和 道 流).  În 1938, Dai Nippon Butoku Kai a acordat Ōtsuka rangul de Renshi-Go , urmat în 1942 de gradul de Kyoshi-Go . În acest moment, Tatsuo Suzuki, fondatorul WIKF, a început să se antreneze în Wadō-ryū.  În 1944, Ōtsuka a fost numit instructor șef japonez de karate.     În 1946, Ōtsuka ia acordat lui Tatsuo Suzuki rangul celui de-al doilea dan . 
În jurul anului 1950, Jiro Ōtsuka (cel de-al doilea fiu al fondatorului) a început să se antreneze în Wadō-ryū în timpul adolescenței sale.  În 1951, Ōtsuka ia acordat lui Tatsuo Suzuki rangul de dan dan 5, cel mai înalt rang acordat în Wadō-ryū la acel moment.  În 1952, sediul Wadō-ryū ( honbu ) a fost înființat la dojo-ul Universității Meiji din Tokyo .  În 1954, numele său a fost schimbat la Zen Nippon Karate Renmei (All Japan Karate Federation).  În 1955, Ōtsuka a publicat "Karatejutsu no Kenkyu", o carte care își expune stilul de karate.  În 1963, el a trimis pe Sensei Suzuki, împreună cu Toru Arakawa și Hajimu Takashima, pentru a răspândi Wadō-ryū în întreaga lume. 
În 1964, Japonia Karate Federation (JKF) a fost înființată ca o organizație generală pentru toate stilurile de karate.  Wadō-ryū sa alăturat acestei organizații ca un grup major.   În 1965, Ōtsuka și Yoshiaki Ajari au înregistrat o mare parte din moștenirea karate-ului Wadō-ryū pe film (care este acum disponibil pe două casete video).  Primul videoclip, "Wadō-ryū Karate Volume 1", constă din: istorie în profunzime și amintiri; demonstrații ale celor opt schimbări ale corpului lui Kihon No Tsuki ; primele cinci Kihon-Kumite ; și kata Pinan 1-5, Kūshankū , Jion , Naihanchi și Seishan .  Al doilea videoclip, "Wadō-ryū Karate Volume 2", constă în: mai multă istorie; kata Chintō , Niseishi , Rōhai , Wanshu și Jitte ; precum și Kihon-Kumite 6-10, împreună cu aplicația.  În 1966, Ōtsuka a fost distins cu Ordinul Soarelui Răsăritean, clasa a cincea de către Împăratul Hirohito pentru dedicarea sa pentru introducerea și predarea karate.   La 5 iunie 1967, organizația Wadō-ryū și-a schimbat numele în "Wadōkai". 
În 1972, președintele Kokusai Budō Renmei, membru al familiei regale japoneze, a acordat Ōtsuka titlul de Meijin .    În 1975, Suzuki a primit cel de-al 8-lea dans , cel mai înalt titlu dat vreodată de către Organizația Federației tuturor japonezilor karate-dō și a fost numit Hanshi-Go de unchiul împăratului Higashikuni.     

În 1980, ca rezultat al unui conflict între organizația Ōtsuka și organizația Wadōkai asupra retragerilor personale din conturile bancare ale organizației, el a demisionat din funcția de șef al Wadōkai.  Eiichi Eriguchi la preluat în acest moment.  La 1 aprilie 1981, Ōtsuka a fondat "Wadōryū Karatedō Renmei".  ( Renmei înseamnă "grup" sau "federație".  ) După doar câteva luni, s-a retras în funcția de șef al acestei organizații.  Fiul său, Jiro Ōtsuka, ia luat locul.  La 29 ianuarie 1982, Hironori Ōtsuka a murit, iar în 1983, Jiro Ōtsuka ia succedat ca maestru al lui Wadō-ryū.  Cel mai tânăr Ōtsuka și-a schimbat numele în "Hironori Otsuka II" în onoarea tatălui său târziu.  În 1989, Tatsuo Suzuki a fondat cea de-a treia organizație majoră Wadō-ryū, "Wadō Kokusai" (WIKO).  ( Kokusai înseamnă "internațional".  ) 
Wadō-ryū a fost răspândit în multe țări din lume, atât de studenți japonezi, cât și de non-japonezi ai lui Hironori Otsuka.  Japonezii stilisti Wadō-ryū Tatsuo Suzuki , Teruo Kono , Masafumi Shiomitsu , H. Takashima, Naoki Ishikawa , Yoshihiko Iwasaki, Kuniaki Sakagami și mulți alții răspândesc arta în Europa .  Yoshiaki Ajari , Masaru Shintani și Isaac Henry Jr. au răspândit arta în Statele Unite și Canada, Joaquim Gonçalves (din Portugalia ) și mulți alții au ajutat la răspândirea stilului în țările respective.  În 1968, Otsuka la promovat pe Cecil T. Patterson din Statele Unite ale Americii la al cincilea dan și la insarcinat cu crearea Federației Statelor Unite Wado-Kai (USEWF).    În urma despartirii dintre Otsuka și Wado-Kai în 1980, Patterson și USEWF (Federația Estica de Karate a Statelor Unite) au rămas cu Otsuka.  După moartea lui Patterson, în 2002, fiul său John T. Patterson și-a asumat președinția USEWF.  Organizația Patterson continuă ca membru activ al Wadō Ryū Karatedō Renmei.  În Regatul Unit, Wadō-ryū a fost citat ca o influență esențială în dezvoltarea artei marțiale hibride Sanjuro . 